# Elecciones estatales de Nuevo León de 2003
Las elecciones estatales de Nuevo León de 2003 se llevaron a cabo el domingo 6 de julio de 2003, simultáneamente con las Elecciones federales, en ellas se renovarán los siguientes cargos de elección popular en el estado mexicano de Nuevo León:
- Gobernador de Nuevo León. Titular del Poder Ejecutivo del estado, electo para un periodo de seis años no reelegibles en ningún caso, el candidato electo fue José Natividad González Parás.
- 51 ayuntamientos: Compuestos por un presidente municipal y un grupo de regidores, electos para un periodo de tres años no reelegibles de manera inmediata.
- 42 diputados del Congreso del Estado: 26 electos de manera directa por cada uno de los Distritos Electorales y 16 por un sistema de listas bajo el principio de representación proporcional.

## Resultados electorales

### Ayuntamientos
| Partido/Alianza | Partido/Alianza                                      | Municipios |
| --------------- | ---------------------------------------------------- | ---------- |
|                 | Partido Acción Nacional                              | 9          |
|                 | Partido Acción Nacional Convergencia                 | 1          |
|                 | Alianza Ciudadana (PRI, PVEM, Fuerza Ciudadana, PLM) | 40         |
|                 | Partido de la Revolución Democrática                 | 1          |
|                 | Partido del Trabajo                                  | 1          |
|                 | Convergencia                                         | 0          |
|                 | Partido de la Sociedad Nacionalista                  | 0          |
|                 | Partido Alianza Social                               | 0          |
|                 | México Posible                                       | 0          |

#### Ayuntamiento de Monterrey
- Ricardo Canavati Tafich  Hecho

#### Ayuntamiento de San Nicolás
- Miguel Ángel Domínguez  Hecho

#### Ayuntamiento de Gral. Escobedo
- Fernando Margáin Santos  Hecho

#### Ayuntamiento de Garza García
- Alejandro Páez Aragón  Hecho

#### Ayuntamiento de Linares
- Fernando Adame Doria  Hecho

#### Ayuntamiento de Guadalupe
- Juan Francisco Rivera Bedoya  Hecho

#### Ayuntamiento de Agualeguas
- Vicente Canales Cantú  Hecho